# IC 4923
IC 4923 — галактика типу SB0 (компактна витягнута галактика) у сузір'ї Телескоп.
Цей об'єкт міститься в оригінальній редакції індексного каталогу.